# Sanmenia nigra
Sanmenia nigra là một loài nhện trong họ Thomisidae.
Loài này thuộc chi Sanmenia. Sanmenia nigra được miêu tả năm 2009 bởi Guo Tang, Griswold & Peng.